# Dijana Jovetić
Dijana Jovetić; z. d. Golubić (ur. 21 maja 1984 w Zagrzebiu) – chorwacka piłkarka ręczna, reprezentantka kraju, grająca na pozycji prawoskrzydłowej. Obecnie występuje w czarnogórskim Budućnost Podgorica.

## Sukcesy
- mistrzostwo Chorwacji  (2005, 2006)
- puchar Chorwacji  (2004, 2006)
- mistrzostwo Słowenii  (2007, 2008, 2009, 2010)
- puchar Słowenii  (2007, 2008, 2009, 2010)
- zwycięstwo w Lidze Regionalnej  (2009, 2012)
- zwycięstwo w Lidze Mistrzyń  (2012)
- mistrzostwo Czarnogóry  (2012)